# さとうフレッシュフロンティア

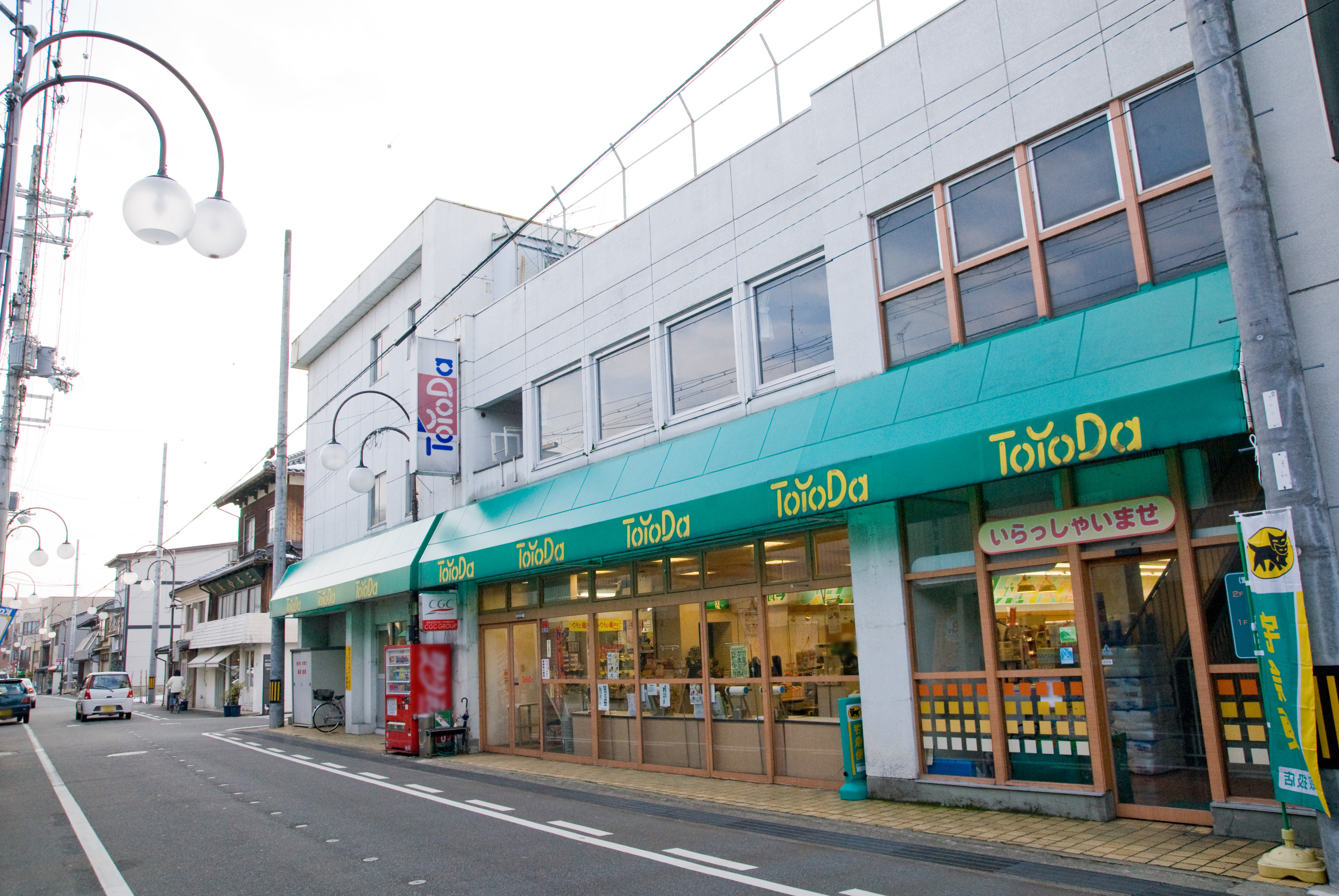
本店(現在は解体)

株式会社さとうフレッシュフロンティアは京都府福知山市に本社を置き、兵庫県北部と京都府北部を商勢圏とするさとうグループのスーパーマーケット、「フレッシュバザール」「ミニフレッシュ」などを運営する企業である。
2015年（平成27年）6月1日に、株式会社トヨダより社名変更するとともに、全店舗をさとう系の「フレッシュバザール」「ミニフレッシュ」へ転換した。

## 概要
2010年度に京都府福知山市に本社を置く株式会社さとうと業務提携（資本提携は1980年4月）したため、商品仕入れはさとうと同じニチリウ系統となっている。それまではCGCグループに加盟していた。また、郊外型店舗形態に転換するため、本店等を閉店した。

## 沿革
- 1964年（昭和39年）- 株式会社トヨダとして設立
- 1980年（昭和55年）- 株式会社さとうと資本提携
- 2015年（平成27年）- 株式会社さとうフレッシュフロンティアに社名変更
- 2017年（平成29年）- 福知山本部（京都府福知山市）を開設
- 2018年（平成30年）- 本部を福知山市に移転

## 店舗

### フレッシュバザール
- 浜坂店（兵庫県美方郡新温泉町）
- 香住パーク店（兵庫県美方郡香美町）
- 豊岡正法寺パーク店（兵庫県豊岡市）
- 豊岡江本店（兵庫県豊岡市）
- 日高パーク店（兵庫県豊岡市）
- 出石店（兵庫県豊岡市）
- 八鹿店（兵庫県養父市）
- 朝来アルバ店（兵庫県朝来市）
- 青垣店（兵庫県丹波市）

### ミニフレッシュ
- 豊岡下陰店（兵庫県豊岡市）
- 城崎店（兵庫県豊岡市）
- 竹野店（兵庫県豊岡市）
- 但東店（兵庫県豊岡市）
- 大屋店（兵庫県養父市）
- 関宮店（兵庫県養父市）
- 和田山宮田店（兵庫県朝来市）
- 山東店（兵庫県朝来市）
- 生野店（兵庫県朝来市）
- 夜久野店（京都府福知山市）
- 三和店（京都府福知山市）
- 大江店（京都府福知山市）

### フレッシュ・メゾン
- 福知山和久市店

### 閉店した店舗
- 本店（兵庫県豊岡市）
- 豊岡東店（兵庫県豊岡市）
本部事務所となったが、現在は閉鎖
- 久美浜店（京都府京丹後市）
- 八鹿ペア店（兵庫県養父市）
- 八鹿高柳店（兵庫県養父市）
上記2店舗は、フレッシュバザール店八鹿店との統合により閉店
- 糸井店（兵庫県朝来市）
- TSUTAYA・ダイソー 豊岡アルコム店（兵庫県豊岡市）
- 香住店（兵庫県美方郡香美町）